# Trajanus-Presse
Die Trajanus-Presse war ein von 1951 bis 1977 bestehender Verlag in Frankfurt am Main, in dem als Werke der Buchkunst künstlerisch gestaltete und mit Buchillustrationen versehene Pressendrucke erschienen.

## Geschichte
Die Trajanus-Presse wurde 1951 von dem schweizerischen Buchgestalter und Lyriker Gotthard de Beauclair (1907–1992) gegründet. Den räumlichen und verlegerischen Rahmen stellte die Schriftgießerei D. Stempel AG zur Verfügung. De Beauclair wurde im gleichen Jahr, neben Hermann Zapf und Georg Kurt Schauer, in die künstlerische Leitung der Schriftgießerei berufen. Er war gleichzeitig auch künstlerischer Leiter des Insel-Verlags in Wiesbaden. 
Die Werkstattdrucke wurden im Handsatz in der Hausdruckerei der D. Stempel AG in der Frankfurter Hedderichstraße auf Büttenpapier gedruckt, meist nach dem Entwurf de Beauclairs. Dabei wurden die schönsten Schriften der Gießerei vorgestellt.

## Drucke der Trajanus-Presse
Als erster Druck wurde im Januar 1951 die Kalendergeschichte „Seltsamer Spazierritt“ von Johann Peter Hebel herausgegeben, gesetzt in der Original-Janson Kursiv mit Zeichnungen von Robert Pudlich.
1952 erschien der 2. Druck: Vom Alleinsein, Ein Brief R. M. Rilkes, der 4. Druck wurde von August Rosenberger in Metall geschnitten und enthielt mit Feder und Stichel, Alphabete und Schriftblätter von Hermann Zapf. Der 5. Druck Trilussa, Die bekehrte Schlange und siebenundzwanzig andere Fabeln wurde aus dem römischen Volksdialekt Hans von Hülsen übertragen und war mit Zeichnungen von Werner vom Scheidt und Überschriften aus der Pinselschrift Balzac versehen. 
Bei dem 5. Druck und dem 1953 erschienenen 6. Druck der Trajanus-Presse wurde erstmals die Schrift Diotima von Gudrun Zapf-von Hesse als Handsatz-Werkschrift verwendet: Plus ultra, eine Erzählung von Gertrud von Le Fort und die Reise zu den Elf Scharfrichtern von Hans Carossa. Beide Bücher wurden 1954 beim Wettbewerb Die schönsten Bücher des Jahres 1955 preisgekrönt. 1954 wurde als 7. Druck der Trajanus-Presse die Novelle Die drei Falken von Werner Bergengruen mit vierfarbigen Holzschnitten von Felix Hoffmann herausgegeben.
Bis 1977 erschienen zwanzig Drucke. Die Werkstattdrucke der Edition Tiessen, von Wolfgang Tiessen handgesetzt, wurden bis Nr. 47 ebenfalls in der Werkstatt der Trajanus-Presse hergestellt.